# Hannoverscher Geflügelzüchterverein
Der Hannoversche Geflügelzüchterverein von 1869 e. V. (kurz GZV Hannover) mit Sitz in Hannover wurde im Jahr 1869 gegründet und ist mit rund 900 Mitgliedern der nach eigenen Angaben größte Geflügelzuchtverein der Welt.

## Geschichte
Der Hannoversche Geflügelzüchterverein wurde am 15. Februar 1869 als „Verein für Geflügel- und Singvogelzucht“ in Hannover gegründet. Gründungspräsident war der Geheime Regierungsrat Wilhelm Friedrich Claus von Linsingen (1815–1889; Vater des Alexander von Linsingen). Zu Beginn zählte der Verein 84 und zu Spitzenzeiten knapp 1400 Mitglieder. Mit heute rund 900 Mitgliedern ist er nach eigenen Angaben nach wie vor der größte Geflügelzuchtverein in Deutschland und vermutlich sogar weltweit.
Traditionell richtet der Hannoversche Geflügelzüchterverein seit dem Jahre 1882 nahezu jährlich die Deutsche Junggeflügelschau mit bis zu 20.000 Tieren in Hannover aus. Die Schau findet seit Jahrzehnten auf dem Messegelände Hannover unter der Schirmherrschaft des jeweiligen niedersächsischen Landwirtschaftsministers statt. Viele Sondervereine nutzen diese Ausstellung für die Ausrichtung ihrer Sonder- und Hauptsonderschauen, auf der die jeweils gezüchteten Geflügelrassen im Mittelpunkt stehen. Ferner sind in unterschiedlichem Rhythmus weitere Ausstellungen angegliedert, wie etwa die Bundesschauen des Verbandes der Hühner-, Groß- und Wassergeflügelzüchtervereine (VHGW) und des Verbandes Deutscher Rassetaubenzüchter (VDT) oder die Nationale Bundessiegerschau.
Aus den Reihen seiner Mitglieder ist Wilhelm Schönefeld als Präsident des Bundes Deutscher Rassegeflügelzüchter (BDRG) hervorgegangen. Mehrere BDRG-Präsidenten, darunter auch Wilhelm Riebniger, waren außerdem Mitglieder des GZV Hannover.

## Organisation
Laut Satzung hat der Verein seinen Sitz in Hannover und ist hier in das Vereinsregister eingetragen. Der Verein ist Mitglied des Landesverbandes Hannoverscher Rassegeflügelzüchter sowie des Bundes Deutscher Rassegeflügelzüchter. Der Zweck besteht in der Förderung des Tier- und Artenschutzes, der Bekämpfung von Tierseuchen sowie in der Förderung der Rasse- und Ziergeflügelzucht zur Bewahrung der genetischen Vielfalt sowie des Umweltschutzes. Der Verein fördert Wissenschaft und Forschung und leistet Jugendarbeit.

## Vorsitz
- 1869–1876: Wilhelm Friedrich Claus von Linsingen
- 1877–1894: Louis Ehlers
- 1895–1916: Wilhelm Wessel
- 1916–1918: Adolf Siewert
- 1919–1922: Carl Tegtmeyer
- 1923–1924: Rudolf Thormann
- 1925–1929: Hans Ommert
- 1930–1936: Otto Siewers
- 1936–1945: Hans Wiegel
- 1946–1947: Heinrich Trage
- 1948–1958: Christian Scheiding
- 1959–1982: Hans Berding
- 1983–1995: Peter Risch
- 1996–2013: Jürgen Brunngräber
- 2013–2017: Olaf Metzner
- seit 2018: Andreas Seifert